# Mercurol
Mercurol là một xã thuộc tỉnh Drôme trong vùng Auvergne-Rhône-Alpes đông nam nước Pháp. Xã Mercurol nằm ở khu vực có độ cao trung bình 263 mét trên mực nước biển.